# Wereldkampioenschappen mountainbike 2007

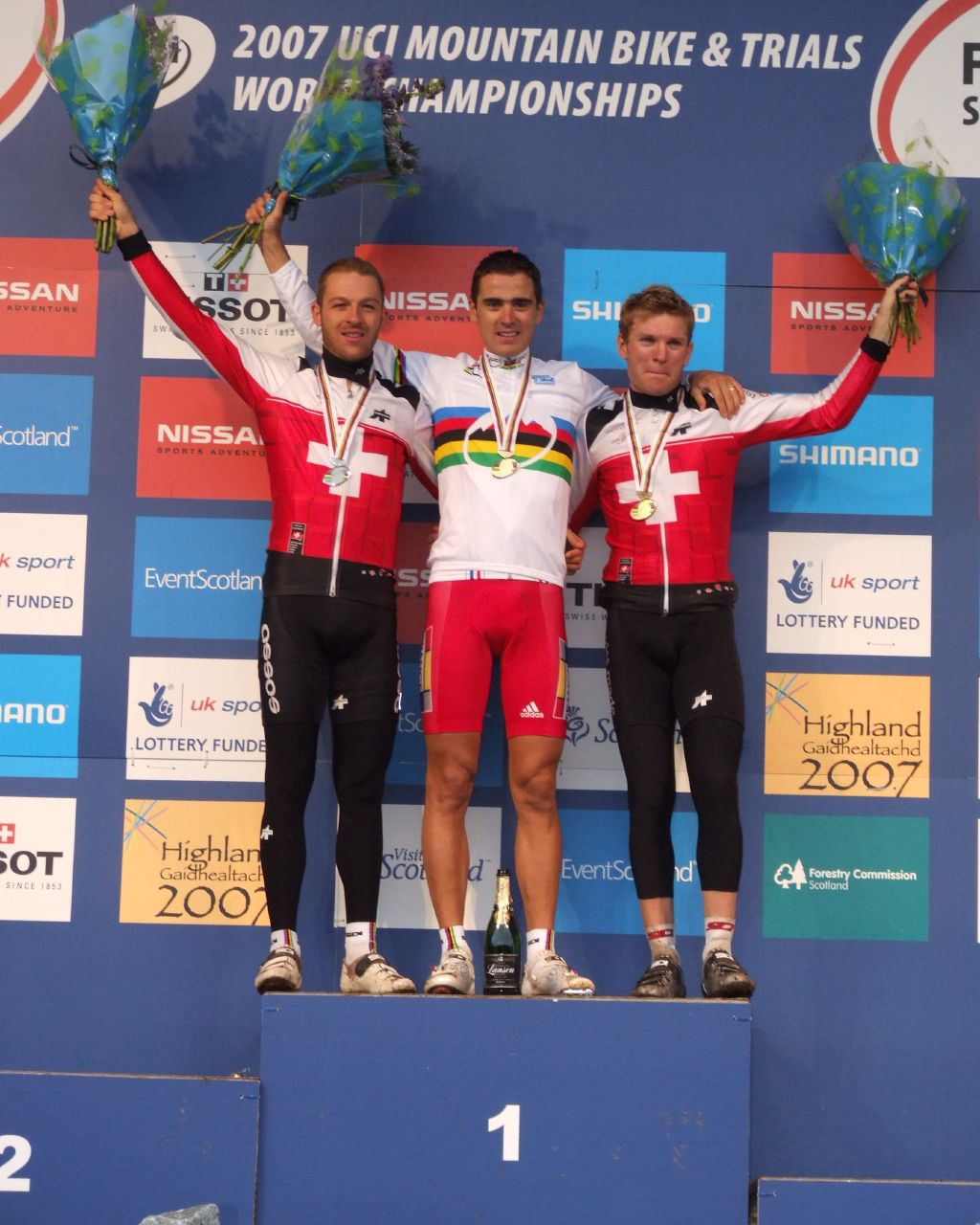
Huldiging op het WK 2007

De wereldkampioenschappen mountainbike 2007 werden van 4 september tot 9 september gehouden in het Britse Fort William.

## Cross-Country

### Mannen
Elite
| №      | Naam                   | Land | Tijd     | Verschil |
| ------ | ---------------------- | ---- | -------- | -------- |
| Goud   | Julien Absalon         | FRA  | 02:17:16 | —        |
| Zilver | Ralph Naef             | SUI  | 02:17:32 |          |
| Brons  | Florian Vogel          | SUI  | 02:18:00 |          |
| 4      | Fredrik Kessiakoff     | SWE  | 02:18:08 |          |
| 5      | Manuel Fumic           | GER  | 02:18:11 |          |
| 6      | Christoph Sauser       | SUI  | 02:18:15 |          |
| 7      | Jean-Christophe Péraud | FRA  | 02:18:26 |          |
| 8      | Roel Paulissen         | BEL  | 02:19:10 |          |
| 9      | Lukas Flückiger        | SUI  | 02:19:13 |          |
| 10     | José Antonio Hermida   | ESP  | 02:19:16 |          |
|        |                        |      |          |          |
| 16     | Sven Nys               | BEL  | 02:20:43 |          |
| 18     | Rudi van Houts         | NED  | 02:20:55 |          |
| 25     | Filip Meirhaeghe       | BEL  | 02:22:30 |          |
| 36     | Bart Brentjes          | NED  | 02:24:38 |          |
| 40     | Bas Peters             | NED  | 02:25:43 |          |

U23
| №      | Naam             | Land | Tijd     |  |
| ------ | ---------------- | ---- | -------- |  |
| Goud   | Jakob Fuglsang   | DEN  | 02:17:16 |  |
| Zilver | Nino Schurter    | SUI  | + 1.43   |  |
| Brons  | Jaroslav Kulhavy | CZE  | + 3.20   |  |
|        |                  |      |          |  |
| 19     | Dries Govaerts   | BEL  | + 8.43   |  |
| 33     | Hans Becking     | NED  | + 12.32  |  |

Juniores
| №      | Naam              | Land | Tijd     |  |
| ------ | ----------------- | ---- | -------- |  |
| Goud   | Thomas Litscher   | SUI  | 01:37:06 |  |
| Zilver | Piotr Brzozka     | POL  | + 0.27   |  |
| Brons  | David Fletcher    | GBR  | + 0.40   |  |
|        |                   |      |          |  |
| 5      | Sébastien Carabin | BEL  | + 1.42   |  |
| 16     | Henk Jaap Moorlag | NED  | + 4.13   |  |

### Vrouwen
Elite
| №      | Naam                 | Land | Tijd     |  |
| ------ | -------------------- | ---- | -------- |  |
| Goud   | Irina Kalentieva     | RUS  | 01:44:08 |  |
| Zilver | Sabine Spitz         | GER  | 01:44:47 |  |
| Brons  | Jingjing Wang        | CHN  | 01:45:50 |  |
| 4      | Marie-Hélène Prémont | CAN  | 01:47:24 |  |
| 5      | Joseph Rosara        | NZL  | 01:47:42 |  |
|        |                      |      |          |  |
| 29     | Arielle Van Meurs    | NED  | 01:54:21 |  |

U23
| №      | Naam          | Land | Tijd     |
| ------ | ------------- | ---- | -------- |
| Goud   | Ying Liu      | CHN  | 01:45:43 |
| Zilver | Chengyuan Ren | CHN  | + 3.31   |
| Brons  | Elisabeth Osl | AUT  | + 5.20   |

Juniores
| №      | Naam               | Land | Tijd     |  |
| ------ | ------------------ | ---- | -------- |  |
| Goud   | Alla Boyko         | UKR  | 01:25:14 |  |
| Zilver | Jitka Skarnitzlova | CZE  | + 0.28   |  |
| Brons  | Julie Bresset      | FRA  | + 1.35   |  |
|        |                    |      |          |  |
| 8      | Sanne Cant         | BEL  | + 3.47   |  |

Edities

1990 · 
1991 · 
1992 · 
1993 · 
1994 · 
1995 · 
1996 · 
1997 · 
1998 · 
1999 · 
2000 · 
2001 · 
2002 · 
2003 · 
2004 · 
2005 · 
2006 · 
2007 · 
2008 · 
2009 · 
2010 · 
2011 · 
2012 · 
2013 · 
2014 · 
2015 · 
2016 · 
2017 · 
2018 · 
2019 · 
2020 · 
2021 · 
2022 · 
2023

Onderdelen

Cross-country · 
cross-country elektrisch ondersteund · 
cross-country shorttrack · 
cross-country eliminator · 
gemengde aflossing · 
downhill · 
4-cross · 
trials

Zie ook: Wereldkampioenschappen MTB-marathon